# Journal of Invertebrate Pathology
Journal of Invertebrate Pathology – recenzowane czasopismo naukowe obejmujące tematyką patogenezę chorób bezkręgowców, w tym odporność na choroby gatunków użytkowych oraz kontrolowanie za pomocą patogenów populacji gatunków szkodliwych. W czasopiśmie są również publikowane wyniki badań z zakresu fizjologii, morfologii, genetyki, immunologii i ekologii, związanych z etiologią chorób bezkręgowców. Czasopismo zostało stworzone w 1959 przez Edwarda Arthura Steinhausa, założyciela Society for Invertebrate Pathology, pod nazwą "Journal of Insect Pathology". Wydawane jest przez Academic Press (część Elsevier).